# Malrotazione intestinale
Per  malrotazione intestinale si intende un'anomalia congenita nel nascituro derivante dall'incompleta rotazione dell'intestino primitivo.
Durante lo sviluppo embrionale il cieco si muove ruotando in senso antiorario e con esso l'intestino crasso, risultando così posizionato del tutto nel solo emiaddome destro.

## Storia
La malrotazione intestinale fu notata inizialmente nel 1898, in seguito nel 1923 è stato notato un rapporto con lo stato embrionale, ma si deve attendere il 1936, quando William E. Ladd descrisse anche il metodo con cui si poteva operare tale malformazione, da qui il nome della procedura di Ladd.

## Epidemiologia
L'incidenza dimostrata è di 1 su 500 bambini nati vivi, vi è una predominanza del genere maschile con un rapporto di 2:1 rispetto al sesso femminile.
Per quanto riguarda l'età il 40% dei casi si evidenzia prima del compimento della prima settimana di vita, con il passare del tempo tale percentuale aumenta arrivando al 75% prima che si raggiunga il primo anno. La parte rimanente si evidenzia in età adulta ed è stato evidenziato che il rapporto fra uomini e donne si equilibria in quei casi.

## Eziologia
La causa di tale malformazione rimane sconosciuta, ma non è associata con nessun gene particolare.

## Sintomatologia
I sintomi non obbligatoriamente si mostrano in età infantile, può accadere che essi si mostrino in età adulta, e non rimane chiaro quante persone crescono con tale malformazione senza che venga mai diagnosticata. Fra le manifestazioni più comuni si riscontrano: dolore addominale in forma acuta e vomito. Nei neonati il vomito della bile è un'emergenza medica che va al più presto trattata. Può evolversi nella sindrome da intestino corto e comportare ad un infarto (o più) a livello intestinale. Altri sintomi costipazione a livello intermittente, distensione addominale, diarrea, intolleranza ad ingerire sostanza solide, rallentamento della crescita.

## Diagnosi
Come esame diagnostico la radiografia addominale (dove si mostra una dilatazione dell'intestino) e il clisma opaco risultano sufficienti.

## Trattamento
Laddove necessario il trattamento è chirurgico, con la procedura di Ladd, che ha mostrato ottimi risultati. Tale pratica chirurgica la si deve al medico chiamato William Ladd.